# رسالة فلكية (كتاب)
رسالة فلكية أو رسالة سماوية Sidereus Nuncius (أو Sidereal Messenger، وكذلك Starry Messenger أو Sidereal Message) هي أطروحة فلكية قصيرة (أو كتيب) نُشرت باللغة اللاتينية الجديدة بواسطة غاليليو في 13 مارس 1610. كان ذلك أول عمل علمي منشور بناءً على الملاحظات التي جرى إجراؤها من خلال التلسكوب، ويحتوي على نتائج ملاحظات جاليليو المبكرة لجبال القمر، ومئات النجوم التي لم يكن بالإمكان رؤيتها في مجرة درب التبانة أو في بعض الأبراج. بالعين المجردة، والنجوم الميديتشية (أقمار غاليليو لاحقًا) التي بدت وكأنها تدور حول كوكب المشتري.
استُخدمت الكلمة اللاتينية nuncius عادةً خلال هذه الفترة الزمنية للإشارة إلى messenger؛ ومع ذلك جرى استخدامها أيضًا (على الرغم من أنه أقل تكرارًا) ك message. على الرغم من أن العنوان Sidereus Nuncius يُترجم عادةً إلى اللغة الإنجليزية على أنه Sidereal Messenger، فإن العديد من مسودات غاليليو المبكرة للكتاب والكتابات ذات الصلة اللاحقة تشير إلى أن الغرض من الكتاب هو «مجرد نقل الأخبار حول التطورات الأخيرة في علم الفلك، وليس تقديم نفسه كسفير من السماء». لذلك، فإن الترجمة الإنجليزية الصحيحة للعنوان هي رسالة فلكية (أو غالبًا، Starry Message).
تُعد النسخة من الطبعة الأصلية «كتابًا نادرًا ثمينًا»، وبيعت في ديسمبر 2010 في مزاد بمبلغ 662,500 دولار أمريكي، بما في ذلك قسط التأمين. كان هناك نسخة بملايين الدولارات تم إحضارها إلى تاجر كتب نادر في عام 2005 وفيها صفحة العنوان مُوقعة من جاليليو نفسه وبها الألوان المائية، والتي نُسبت أيضًا إلى جاليليو، بدلاً من النقوش، جرى الإعلان عنها في البداية من قبل خبراء الكتب النادرة ولكن ظهر لاحقًا من قِبل المؤرخ نيك وايلدنج أنها مزورة وتأكد ذلك في مزيد من الدراسة من قِبل خبراء الكتب النادرة. تلك النسخة كان قد أنشأها خبير الآثار الإيطالي ولص المكتبة مارينو ماسيمو دي كارو، المدير السابق لمكتبة جيرولاميني، نابولي، إيطاليا، وباعها إلى تاجر كتب نادرة أمريكي.

## تلسكوب
ظهرت التلسكوبات للمرة الأولى في هولندا في عام 1608 عندما حاول هانس ليبرشي (صانع عدسات) الحصول على براءة اختراع على واحد منها. بحلول عام 1609، سمع جاليليو عنها وقام ببناء نسخته المحسنة. ربما لم يكن الشخص الأول الذي استهدف الاختراع الجديد في سماء الليل ولكنه كان أول من قام بدراسة منهجية (ونشرت) للأجرام السماوية باستخدام التليسكوب. كان أحد تلسكوبات جاليليو الأولى به تكبير خطي من 8x إلى 10x وصُنع من العدسات التي وضعها بنفسه. وقام بزيادة هذا التكبير الخطي إلى 20 ضعفًا في التلسكوب المحسن الذي استخدمه لإجراء الملاحظات في Sidereus Nuncius.

## المحتوى

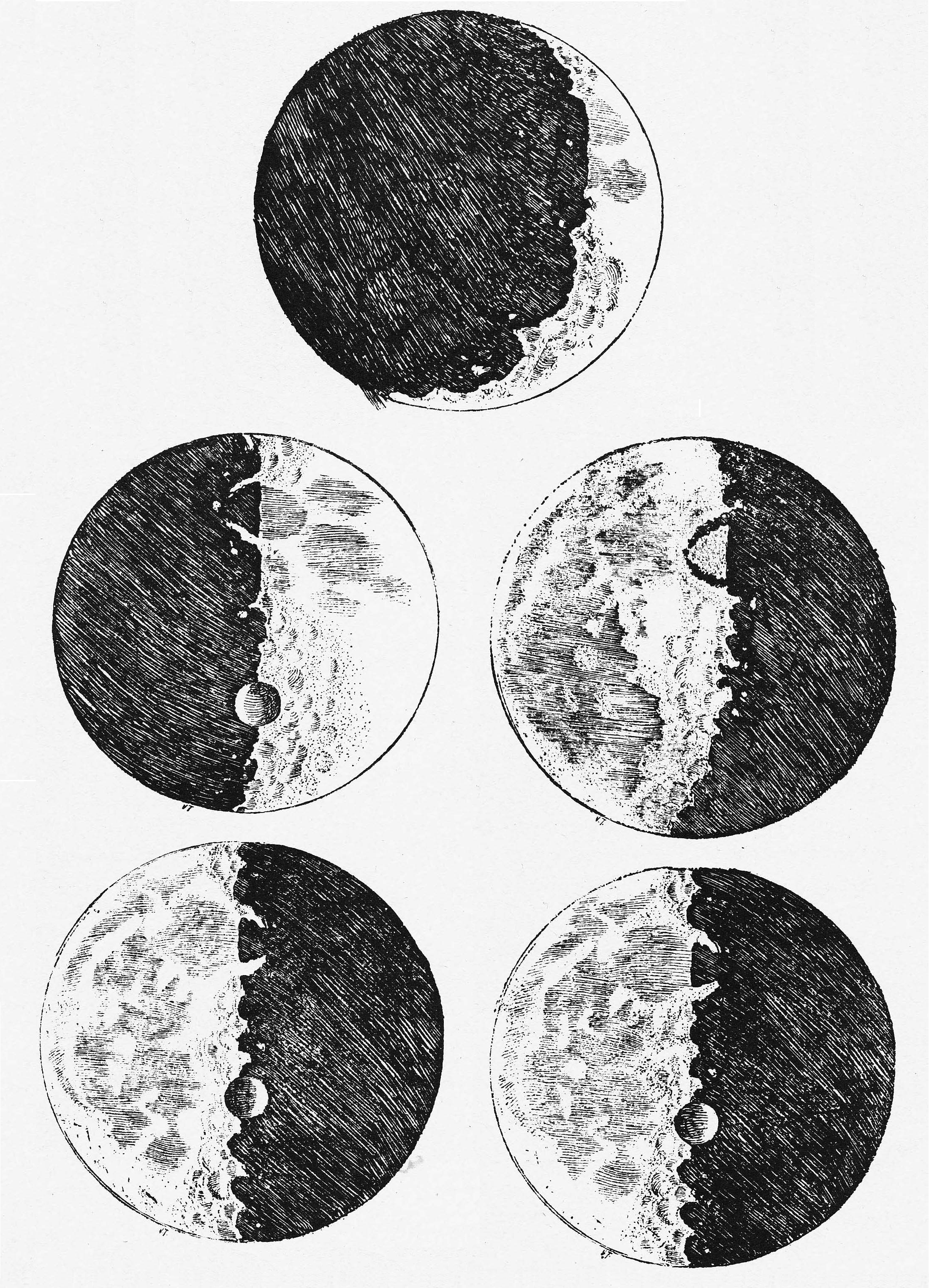
اسكتشات جاليليو للقمر من Sidereus Nuncius.

تحتوي رسالة Sidereus Nuncius على أكثر من سبعين رسمًا ومخططًا للقمر، وبعض الأبراج مثل كوكبة الجبار Orion، والثريا Pleiades، والثور Taurus، وأقمار المشترى (أقمار غاليليو) Medicean Stars of Jupiter. يتضمن نص جاليليو أيضًا أوصافًا وتفسيرات ونظريات لملاحظاته.

### القمر
في مراقبة القمر، رأى غاليليو أن الخط الفاصل لليوم القمري من الليلة (the terminatorخط الغلس) يكون دقيقا حين يعبر المناطق الداكنة من القمر ولكن يكون غير منتظم تماما حين يعبر المناطق الأكثر إشراقا. واستنتج من هذا أن المناطق المظلمة هي مناطق مسطحة ومنخفضة، وأن المناطق الأكثر إشراقًا خشنة وجبلية. واستند في تقديره إلى المسافة بين قمم الجبال المضاءة بنور الشمس من خط الغلس، وقد استنتج بدقة تامة أن الجبال القمرية كانت على ارتفاع أربعة أميال على الأقل. قدمت نقوش غاليليو غاليلي على سطح القمر شكلاً جديدًا من التمثيل المرئي، إلى جانب تشكيل مجال علم طبوغرافيا القمر، ودراسة السمات الفيزيائية على القمر.

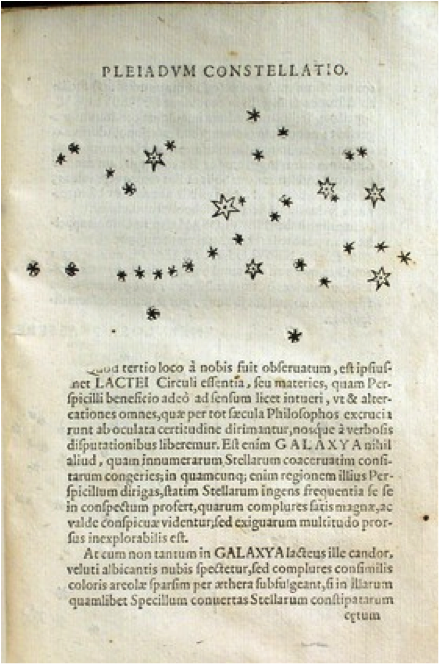
رسومات جاليليو للعنقود النجمي في Pleiades من Sidereus Nuncius. الصورة من مجموعة تاريخ العلوم، مكتبات جامعة أوكلاهوما.

### النجوم
ذكر جاليليو أنه رأى من خلال التلسكوب عددًا من النجوم يفوق ما يمكن رؤيته بالعين المجردة بعشر مرات على الأقل، ونشر مخططات نجمية لحزام الجبار والعنقود النجمي الثريا تظهر بعض النجوم التي جرى رصدها حديثًا بالعين المجردة يمكن للمراقبين رؤية ستة نجوم فقط في كتلة برج الثور؛ ومع ذلك، من خلال تلسكوبه، تمكن جاليليو من رؤية 35 - ما يقرب من ستة أضعاف. عندما أدار تلسكوبه على Orion، كان قادرًا على رؤية ثمانين نجمة، بدلاً من تسعة نجوم رُصدت سابقًا - ما يقرب من تسعة أضعاف. في Sidereus Nuncius، قام جاليليو بمراجعة وإعادة إنتاج هاتين المجموعتين النجميتين من خلال التمييز بين النجوم التي تُرى بدون التلسكوب وتلك التي تُرى به. أيضًا، عندما لاحظ بعض النجوم «الغامضة» في كتالوج النجوم البطلمي، رأى أنها بدلاً من أن تكون غائمة، فهي مصنوعة من العديد من النجوم الصغيرة. من هذا استنتج أن السدم ودرب التبانة كانتا عبارة عن «تجمعات من النجوم التي لا حصر لها مجمعة معًا في مجموعات» صغيرة جدًا وبعيدة بحيث لا يمكن حلها في نجوم فردية بالعين المجردة.

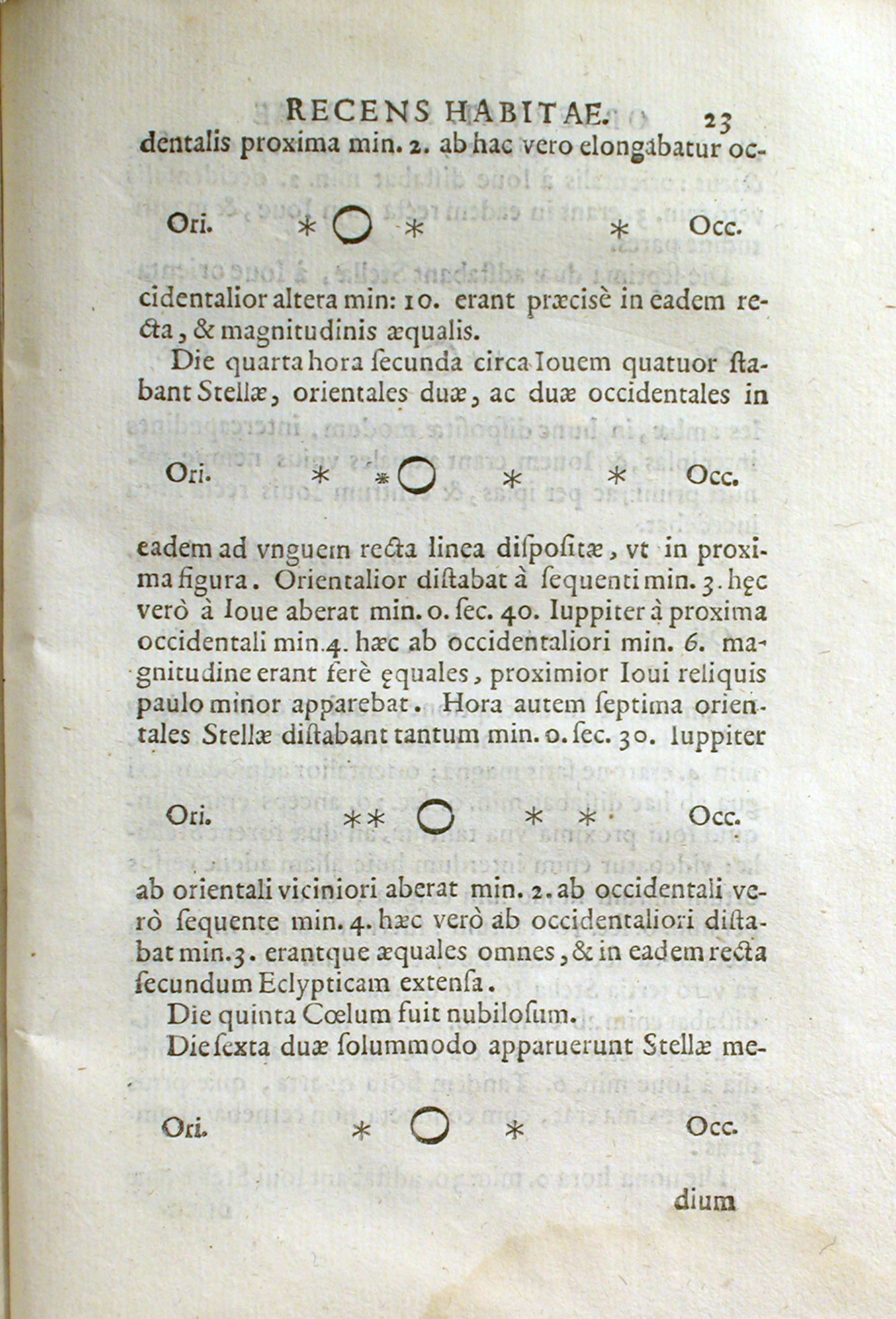
رسومات جاليليو للمشتري ونجومه الميديتشية من Sidereus Nuncius. الصورة من مجموعة تاريخ العلوم، مكتبات جامعة أوكلاهوما.

### النجوم الميديتشية (أقمار كوكب المشتري)
في الجزء الأخير من Sidereus Nuncius، أبلغ جاليليو عن اكتشافه لأربعة أشياء يبدو أنها تشكل خطًا مستقيمًا من النجوم بالقرب من المشتري. في الليلة الأولى اكتشف خطًا من ثلاثة نجوم صغيرة بالقرب من كوكب المشتري موازية لمسير الشمس؛ جلبت الليالي التالية ترتيبات مختلفة ونجم آخر في نظره، بلغ مجموعها أربعة نجوم حول كوكب المشتري. قدَّم جاليليو في الرسالة إيضاحات للمواقف النسبية لكوكب المشتري والنجوم المصاحبة له كما ظهروا ليلاً من أواخر يناير وحتى أوائل مارس 1610. فقد غيروا مواقعهم بالنسبة إلى المشتري من الليل إلى الليل، ومع ذلك ظهروا دائمًا في نفس الخط المستقيم القريب منه، أقتنع جاليليو أنهم كانوا يدورون حول المشتري. وفي 11 يناير بعد أربع ليالٍ من المراقبة كتب:
لذلك استنتجتُ وقررت بلا تردد، أن هناك ثلاثة نجوم في السماء تتحرك حول كوكب المشتري، حيث تدور الزهرة وعطارد حول الشمس؛ والتي جرى تحديدها بشكل مطول بوضوح مثل ضوء النهار من خلال العديد من الملاحظات اللاحقة. أثبتت هذه الملاحظات أيضًا أنه لا يوجد فقط ثلاثة، بل أربعة، أجسام فلكية غير منتظمة تؤدي دوراتها حول المشتري... الدورات سريعة جدًا لدرجة أن المراقب قد يحصل عمومًا على اختلافات في الموقع كل ساعة.
استخدم جاليليو في رسوماته دائرة مفتوحة لتمثيل كوكب المشتري والعلامات النجمية asterisks لتمثيل النجوم الأربعة. لقد قام بهذا التمييز ليبين أنه يوجد في الواقع فرق بين هذين النوعين من الأجرام السماوية. من المهم ملاحظة أن جاليليو استخدم المصطلحين كوكب ونجم بالتبادل، و«كانت كلتا الكلمتين استخدامًا صحيحًا ضمن المصطلحات الأرسطية السائدة».
وفي وقت نشر الرسالة كان غاليليو عالم الرياضيات في جامعة بادوفا وكان قد تلقى مؤخرا عقدا مدى الحياة لعمله في بناء التلسكوبات الأكثر قوة. كان يرغب في العودة إلى فلورنسا، وعلى أمل الحصول على الرعاية هناك، كرس Sidereus Nuncius لتلميذه السابق الذي صار "دوق توسكانا الأكبر"، Cosimo II de 'Medici. بالإضافة إلى ذلك، فقد أطلق على أقماره الأربعة المكتشفة للمشتري اسم "النجوم الميديتشية" "Medicean Stars"، تكريما لأربعة من إخوة ميديشي. ساعده ذلك في الحصول على منصب كبير علماء الرياضيات والفيلسوف في جامعة بيزا. في النهاية، فشلت جهوده في تسمية الأقمار، حيث يشار إليها الآن باسم " أقمار غاليليو ".

## الاستقبال
سرعان ما انتشرت ردود الفعل على Sidereus Nuncius، بدءًا من التقييم والعداء إلى عدم التصديق في جميع أنحاء إيطاليا وإنجلترا. نُشرت العديد من القصائد والنصوص التي تعبر عن حب الشكل الجديد لعلم الفلك. حتى أن ثلاثة أعمال فنية أُنشأت ردًا على كتاب جاليليو: رواية آدم الشيمر "الرحلة إلى مصر" (1610)، ورواية لودوفيكو سيغولي "تولي العذراء" (1612)، و"الحكمة الإلهية" لأندريا ساكي (1631). بالإضافة إلى ذلك، فإن اكتشاف النجوم الميدتشية قد أذهل علماء الفلك الآخرين، وأرادوا رؤية الأقمار بأنفسهم. وقد مهدت جهودهم الطريق للمتطلبات العلمية الحديثة "لإعادة التجربة من قبل باحثين مستقلين". وبذلك تُعد رسالة جاليليو هي أصل نظرية "التحقق مقابل القابلية للتزوير.
لكن العديد من الأفراد والمجتمعات كانوا متشككين. كان الرد الشائع على النجوم المديتشية هو القول ببساطة إن التلسكوب به عيب في العدسة وكان يُنتج نقاطًا وهمية من الضوء والصور؛ ومن يدَّعون ذلك قد نفوا تمامًا وجود الأقمار. إن قلة قليلة فقط من الأشخاص تمكنوا في البداية من رؤية ما لاحظه جاليليو والتحقق منه يدعم الافتراض القائل بأن النظرية البصرية خلال هذه الفترة «لم تستطع إثبات أن الأداة لم تكن تخدع الحواس». من خلال تسمية الأقمار الأربعة على اسم الإخوة ميديتشي وإقناع الدوق الأكبر كوزيمو الثاني باكتشافاته، أصبح الدفاع عن تقارير غاليليو مسألة تخص دولة. يلاحظ موران أن «المحكمة نفسها شاركت بنشاط في متابعة تأكيد ملاحظات جاليليو من خلال دفع غاليليو من خزينتها لتصنيع نظارات تجسس يمكن إرسالها عبر قنوات السفراء إلى المحاكم الأوروبية الكبرى».
كان يوهانس كيبلر أول عالم فلك يدعم نتائج جاليليو علنًا، وقد نشر رسالة في أبريل 1610، يؤيد بحماس مصداقية جاليليو. لم يكن كيبلر قادرًا حتى أغسطس 1610 على نشر تأكيده المستقل لنتائج غاليليو، بسبب ندرة التلسكوبات القوية بدرجة كافية.
نشر العديد من علماء الفلك، مثل توماس هاريوت، وجوزيف جوتييه دي لا فاتيل، ونيكولاس كلود فابري دي بيريسك، وسيمون ماريوس، تأكيدهم لنجوم ميديسيان بعد أن أصبح كوكب المشتري مرئيًا مرة أخرى في خريف عام 1610. كان ماريوس، عالم الفلك الألماني الذي درس مع تايكو براهي، أول من نشر كتابًا عن ملاحظاته. هاجم ماريوس جاليليو في كتابه Mundus Jovialis (نُشر عام 1614) من خلال الإصرار على أنه عثر على أقمار المشتري الأربعة قبل جاليليو وكان يراقبها منذ عام 1609. اعتقد ماريوس أن له الحق في تسميتها، وهو ما فعله: أطلق عليها أسماء: Io وEuropa وGanymede وCallisto. لكن غاليليو لم يكن مرتبكًا. وأشار إلى أنه لكونه خارج الكنيسة، لم يقبل ماريوس بعد التقويم الغريغوري وكان لا يزال يستخدم التقويم اليولياني. لذلك، كانت الليلة التي لاحظ فيها جاليليو لأول مرة أقمار المشتري هي 7 يناير 1610 في التقويم الغريغوري -التي تقابل 28 ديسمبر 1609 في التقويم اليولياني (ادعى ماريوس أنه لاحظ لأول مرة أقمار المشتري في 29 ديسمبر 1609). على الرغم من أن جاليليو اكتشف بالفعل أقمار المشتري الأربعة قبل ماريوس، آيو، يوروبا، جانيميد، وكاليستو هي الآن أسماء أقمار جاليليو الأربعة.

## الجدل مع الكنيسة الكاثوليكية
تتناقض رسومات غاليليو للقمر غير الكامل بشكل مباشر مع الأوصاف الكونية لبطليموس وأرسطو للأجسام السماوية المثالية والثابتة المصنوعة من الأثير (العنصر الخامس في الفلسفة القديمة والعصور الوسطى الذي تتكون منه الأجرام السماوية).
قبل نشر Sidereus Nuncius، قبلت الكنيسة الكاثوليكية نظرية مركزية الشمس لكوبرنيكوس باعتباره نظامًا رياضيًا وافتراضيًا بشكل صارم. ومع ذلك، بمجرد أن بدأ جاليليو يتحدث عن ذلك النظام باعتباره حقيقة وليس نظرية، قدم "نظامًا أكثر فوضوية. في الواقع، نظام كوبرنيكوس الذي اعتقد جاليليو أنه حقيقي تحدى الكتاب المقدس، "الذي أشار إلى أن الشمس«تشرق» والأرض«غير متحركة».
انتهى الصراع بين جاليليو والكنيسة في عام 1633 عندما حكمت عليه الكنيسة الكاثوليكية بشكل من أشكال الإقامة الجبرية.

## الترجمات

### الإنجليزية
- ألبرت فان هيلدن (أستاذ فخري للتاريخ في جامعة رايس[3])؛ ترجمة مع مقدمة وخاتمة وملاحظات. Galileo Galilei أو Sidereus Nuncius أو The Sidereal Messenger. شيكاغو ولندن: مطبعة جامعة شيكاغو، 1989. xiii + 127 pp.(ردمك 978-0226279039).
- إدوارد ستافورد كارلوس؛ ترجمات مع مقدمة وملاحظات. الرسالة الفلكية لجاليليو جاليلي، وجزء من مقدمة ديوبتريكس كبلر. واترلو، لندن: أكسفورد وكامبريدج، يناير 1880. 148 ص.(ردمك 9781151499646).
- ويليام ر. شيا وتيزيانا باسيلي؛ ترجم من اللاتينية ويليام ر. شيا، مقدمة وملاحظات بقلم ويليام ر. شيا وتيزيانا باسيلي. رسالة جاليليو Sidereus Nuncius أو الرسالة الفلكية. Sagamore Beach، MA: Science History Publications / USA، 2009. viii + 115 pp.(ردمك 978-0-88135-375-4).
- ستيلمان دريك. التلسكوبات والمد والجزر: حوار جاليلي حول «رسالة النجوم» وأنظمة العالم، بما في ذلك ترجمة جاليليو Sidereus Nuncius. لندن: مطبعة جامعة شيكاغو، 1983. 256 ص.(ردمك 978-0226162317).
- ستيلمان دريك. اكتشافات وآراء غاليليو، تتضمن ترجمة لكتاب غاليليو Sidereus Nuncius. Doubleday: Anchor، 1957. 320 ص.(ردمك 978-0385092395).

### الفرنسية
- إيزابيل بانتين. Sidereus Nuncius: Le Messager Celeste. باريس: Belles Lettres، 1992. ASIN B0028S7JLK.
- فرناند هالين. Le messager des étoiles. فرنسا: النقاط، 1992.(ردمك 978-2757812259)رقم ISBN 978-2757812259.

## روابط خارجية
- Sidereus Nuncius.1610. من غرفة الكتب النادرة. الطبعة الأولى المصورة.
- Sidereus Nuncius باللاتينية بتنسيق HTML أو الإيطالية بتنسيق pdf أو تنسيق odt. من LiberLiber.
- مكتبة ليندا هول لديها طبعة أولى ممسوحة ضوئيًا، بالإضافة إلى نسخة مقرصنة ممسوحة ضوئيًا من فرانكفورت، أيضًا من عام 1610.
- Sidereus nuncius (Adams.5.61.1) الطبعة الرقمية الكاملة في المكتبة الرقمية كامبريدج.
- الرسول الفلكي لجاليليو جاليلي بالإنجليزية في مشروع جوتنبرج.
- Sidereus nuncius النسخة الرقمية الكاملة في مكتبات ستانفورد.
- مطبعة الرسالة السوداء، Sidereus Nuncius، الطبعة الأولى 2019